# Michael Jackson's This Is It (álbum)
Michael Jackson's This Is It (ou This Is It) é uma compilação dupla do cantor americano Michael Jackson que contém as músicas que o astro cantaria na turnê This Is It que seria realizada em Londres pelo cantor, interrompida devido a sua morte.
Até o momento This Is It já vendeu cerca de 3 milhões de cópias em todo o mundo.
Segundo a Oricon, no Japão o álbum permaneceu por uma semana no mês de novembro de 2009 como álbum mais bem vendido.

## Entre os Melhores de 2009
O álbum This Is It foi nomeado pela Billboard como "A melhor coletânea do ano" e "o 43º melhor do ano".

## Faixas

### Disco 1
| N.º            | Título                                              | Compositor(es)                                          | Duração |  |
| 1.             | "Wanna Be Startin' Somethin'"                       | Michael Jackson                                         | 6:02    |  |
| 2.             | "Jam" (com Heavy D)                                 | Michael Jackson, René Moore, Bruce Swedien, Teddy Riley | 5:38    |  |
| 3.             | "They Don't Care About Us"                          | Michael Jackson                                         | 4:44    |  |
| 4.             | "Human Nature"                                      | Steve Porcaro, John Bettis                              | 4:05    |  |
| 5.             | "Smooth Criminal"                                   | Michael Jackson                                         | 4:17    |  |
| 6.             | "The Way You Make Me Feel"                          | Michael Jackson                                         | 4:58    |  |
| 7.             | "Shake Your Body (Down to the Ground)" (versão 7")  | Michael Jackson, Randy Jackson                          | 3:53    |  |
| 8.             | "I Just Can't Stop Loving You" (com Siedah Garrett) | Michael Jackson                                         | 4:12    |  |
| 9.             | "Thriller"                                          | Rod Temperton                                           | 5:57    |  |
| 10.            | "Beat It"                                           | Michael Jackson                                         | 4:17    |  |
| 11.            | "Black or White"                                    | Michael Jackson                                         | 4:16    |  |
| 12.            | "Earth Song"                                        | Michael Jackson                                         | 6:46    |  |
| 13.            | "Billie Jean"                                       | Michael Jackson                                         | 4:54    |  |
| 14.            | "Man in the Mirror"                                 | Siedah Garrett, Glen Ballard                            | 5:20    |  |
| 15.            | "This Is It" (versão do álbum)                      | Michael Jackson, Paul Anka                              | 3:36    |  |
| 16.            | "This Is It" (versão orquestra)                     | Michael Jackson, Paul Anka                              | 4:55    |  |
| Duração total: | Duração total:                                      | Duração total:                                          | 78:04   |  |

### Disco 2
| N.º            | Título                                      | Compositor(es)  | Duração |  |
| 1.             | "She's Out of My Life" (versão demo)        | Tom Bahler      | 3:19    |  |
| 2.             | "Wanna Be Startin' Somethin'" (versão demo) | Michael Jackson | 5:43    |  |
| 3.             | "Beat It" (versão demo)                     | Michael Jackson | 2:03    |  |
| 4.             | "Planet Earth" (poema)                      | Michael Jackson |         |  |
| Duração total: | Duração total:                              | Duração total:  | 14:24   |  |

## Faixas inéditas
As 2 versões da música This Is It do 1º CD e as 4 faixas do 2º são inéditas.
Fãs do mundo inteiro mandaram e-mails para a equipe de marketing da Sony para eles lançarem a música This Is It como single, mas o máximo que conseguiram foi fazer com que a Sony assinasse um contrato com o iTunes para que seja lançado um EP contendo somente as faixas inéditas.
Veja mais em:
This Is It (música de Michael Jackson)

## Histórico de lançamentos
- 26 de Outubro de 2009: Alemanha, México e Reino Unido
- 27 de Outubro de 2009: Itália, Hong Kong, Estados Unidos e Portugal
- 28 de Outubro de 2009: Japão
- 30 de Outubro de 2009: Austrália e Brasil

## Vendas
| Chart (2009)   | Providor          | Certificação | Vendas     |
| -------------- | ----------------- | ------------ | ---------- |
| Austrália      | ARIA              | Platina      | 70,000+    |
| Áustria        | IFPI              | Ouro         | 10,000+    |
| Canadá         | Music Canada      | Ouro         | 44,000     |
| Alemanha       | IFPI              | Ouro         | 100,000    |
| Grécia         | IFPI              | Platina      | 6,000+     |
| Hungria        | MAHASZ            | Platina      | 6,000+     |
| Itália         | FIMI              | 2× Platina   | 120,000+   |
| Japão          | RIAJ              | Platina      | 290,000    |
| Países Baixos  | NVPI              | Platina      | 50,000+    |
| Nova Zelândia  | RIANZ             | Platina      | 15,000+    |
| Polónia        | ZPAV              | Platina      | 20,000     |
| Suíça          | Sverigetopplistan | Ouro         | 20,000+    |
| Reino Unido    | BPI               | Platina      | 350,000+   |
| Estados Unidos | RIAA              | 2× Platina   | 2,000,000+ |